# فيرنر نيوهاوس
فيرنر نيوهاوس هو رسام سويسري، ولد في 1 نوفمبر 1897 في برجدورف في سويسرا، وتوفي في 22 أغسطس 1934 في Lützelflüh ‏ في سويسرا.